# Ducato di Meclemburgo-Güstrow
Il Ducato di Meclemburgo-Güstrow fu uno stato del nord della Germania che venne creato in tre diversi momenti, in conseguenza della spartizione del ducato di Meclemburgo-Schwerin.

## Storia

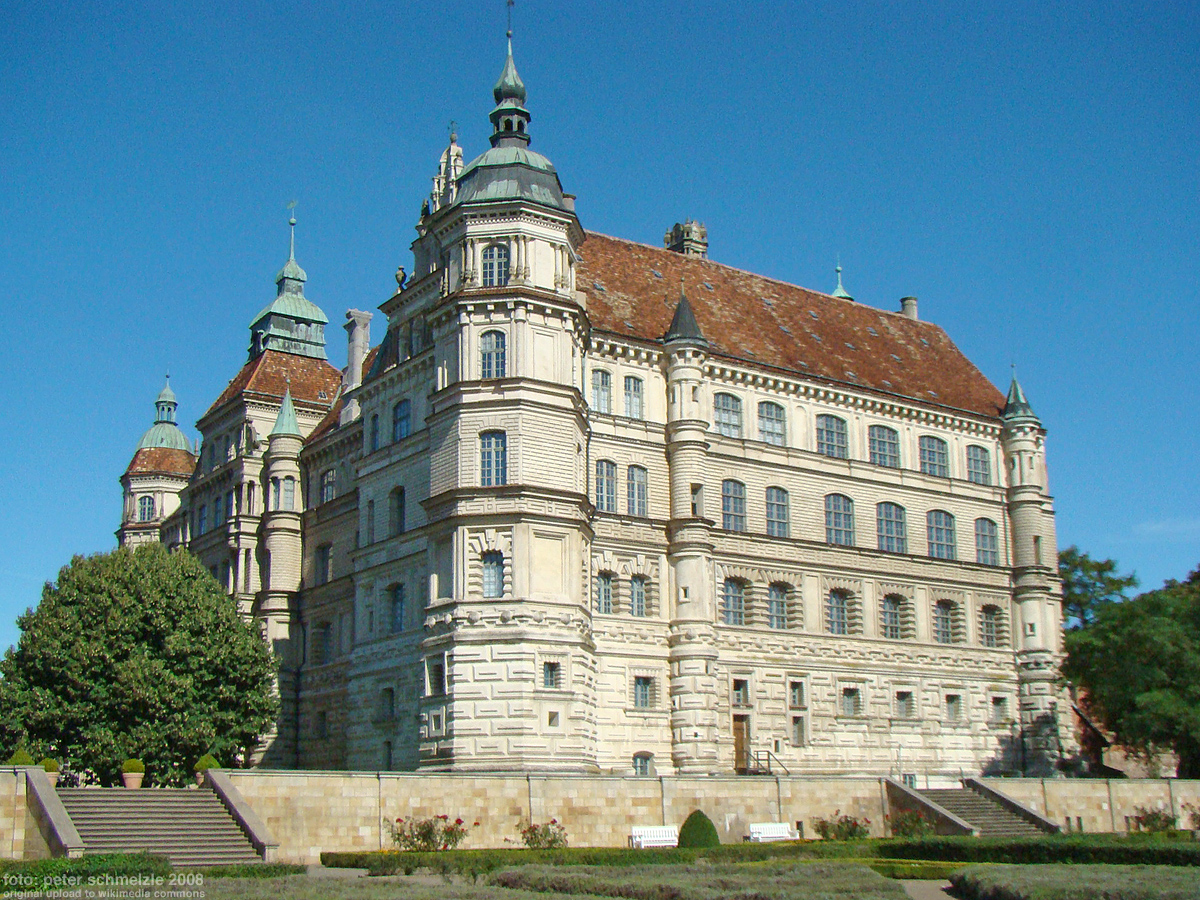
Il castello di Güstrow

Un primo ducato di breve durata esistette dopo la morte di Enrico IV di Meclemburgo-Schwerin, nel 1477, quando, con la successiva spartizione avvenuta nel 1480 tra i suoi figli, Alberto VI ricevette i territori di Werle, attorno a Güstrow. Alberto però morì senza eredi nel 1483 e i suoi possedimenti furono reincorporati nei territori del fratello minore Magnus II di Meclemburgo-Schwerin.
Quando Magnus morì nel 1503 i suoi figli Enrico V e Alberto VII governarono insieme l'intero ducato di Meclemburgo fino a quando, nel 1520, non decisero di dividerlo con il Trattato di Neubrandenburg. Alberto, fiero oppositore della riforma protestante, aveva insistito per la partizione e impose la fede cattolica nel suo nuovo ducato, quello di Meclemburgo-Güstrow, mentre suo fratello Enrico mantenne il ducato di Meclemburgo-Schwerin. Anche se il Meclemburgo de jure rimase indiviso, entrambi i fratelli portarono il titolo formale di duca di Meclemburgo. Quando Enrico morì, nel 1552, il maggiore dei suoi figli maschi, Magnus, era già morto, e restava solo il figlio minore, Filippo che a seguito di un incidente era diventato instabile di mente. Pertanto le terre di Schwerin passarono di figli di Alberto, Ulrico III e Giovanni Alberto I.
Ulrico III e Giovanni Alberto e Ulrico governarono insieme le terre del ducato di Güstrow, trovandosi però in contrasto per Schwerin. La controversia sulle differenti parti di eredità ricevute alla morte del padre trovò una soluzione nel 1556 con il Ruppin dictum del principe elettore Gioacchino II Ettore di Brandeburgo: Giovanni Alberto I ebbe Schwerin, mentre Ulrico rimase duca di Meclemburgo-Güstrow. Ulrico, però, morì senza eredi nel 1603 ed il ducato di Güstrow passò nuovamente di nipoti di Giovanni Alberto, Adolfo Federico I e Giovanni Alberto II, che governarono insieme il Meclemburgo-Schwerin dal 1610.
Il ducato di Meclemburgo-Güstrow fu creato per la terza e ultima volta nel 1621, quando Giovanni Alberto II ricevette Güstrow come dominio personale. Nel 1628 egli ed il fratello, convocati a Schwerin, vennero privati dei loro ducati per ordine dell'Imperatore Ferdinando II in favore del suo generalissimo Albrecht von Wallenstein. Ufficialmente i duchi furono accusati di essersi schierati dalla parte di Cristiano IV di Danimarca durante la Guerra dei Trent'anni, ma, di fatto, il Meclemburgo fu usato dall'imperatore per ripagare Wallenstein delle enormi spese da lui personalmente sostenute per il sostegno all'esercito imperiale durante la campagna. Wallenstein prese residenza a Güstrow ma venne allontanato sotto la pressione del principe elettore di Brandeburgo tre anni più tardi, mentre i duchi furono restaurati con l'ausilio delle truppe svedesi.
La casata di Meclemburgo-Güstrow aveva assunto anche l'amministrazione anche del Vescovato di Ratzeburg, dopo il passaggio al luteranesimo, nel 1554; dal 1648 con la Pace di Westfalia, la diocesi fu secolarizzata ed assegnata al duca Gustavo Adolfo di Meclemburgo-Güstrow, sempre in qualità di amministratore.
La morte di Gustavo Adolfo nel 1695 portò ad una nuova disputa ereditaria tra il genero Adolfo Federico II, figlio minore di Adolfo Federico I e suo nipote Federico Guglielmo di Meclemburgo-Schwerin. La contesa portò nel 1701 alla creazione del ducato di Meclemburgo-Strelitz.